# ۲۹ فوریه
۲۹ فوریه در تقویم گرگوری شصتمین روز سال‌های کبیسه است و ۳۰۶ روز تا پایان سال باقی است. هر سال گرگوری که روز ۲۹ فوریه را داشته باشد سال کبیسه است. این روز فقط هر چهار سال یک بار پیش می‌آید، آن هم در سال‌هایی که شماره‌شان بر چهار بخش‌پذیر باشد، مثل ۱۹۹۲، ۱۹۹۶، و ۲۰۰۴. ولی استثناهایی در سال‌هایی که شماره‌شان بر صد بخش‌پذیر باشد وجود دارد.
در مورد سال‌هایی که شماره‌شان بر صد بخش‌پذیر است، یعنی به دو رقم صفر ختم می‌شوند (مثل ۱۸۰۰، ۱۹۰۰، ۲۰۰۰، و غیره) این سال‌ها کبیسه نیستند مگر در مواردی که شمارهٔ سال بر چهارصد نیز بخش‌پذیر باشد. این به این معنی است که سال ۲۰۰۰ کبیسه بوده‌است و سال‌های ۲۴۰۰ و ۲۸۰۰ نیز کبیسه خواهند بود ولی سال‌های ۱۸۰۰ و ۱۹۰۰ کبیسه نبوده‌اند و سال‌های ۲۱۰۰، ۲۲۰۰، و ۲۳۰۰ نیز کبیسه نخواهند بود. برای تصحیح دقت تقویم گرگوری پیشنهاد شده‌است که سال‌هایی که بر ۴۰۰۰ بخش‌پذیرند نیز کبیسه نباشند، ولی این قانون رسماً پذیرفته نشده‌است.
افرادی که در این روز به دنیا آمده‌اند در سال‌های عادی معمولاً تولدشان را در ۲۸ فوریه یا ۱ مارس جشن می‌گیرند.
سنت‌های عامیانه: در ۲۹ فوریه رسم رایجی است که بانوان می‌توانند به آقایان پیشنهاد ازدواج بدهند. در یونان این روز برای ازدواج خوش شگون در نظر گرفته نشده‌است.

## رویدادها
۲۰۲۰. امضای پیمان صلح بین امریکا و گروه طالبان در دوحه.

## زادروزها
- ۱۹۰۸ - سلما الملائکه، شاعر عراقی.[۱]
- ۱۹۶۰ - ریچارد رامیرز، قاتل زنجیره‌ای آمریکایی.
- ۱۹۶۰ - آنتونی رابینز، نویسنده و سخنران آمریکایی.
- ۱۹۸۰ – روبن پلاسا، دوچرخه‌سوار اهل اسپانیا